# فرودگاه بین‌المللی لئوپولد سدار سنگور
فرودگاه بین‌المللی لئوپولد سدار سنگور (به انگلیسی: Léopold Sédar Senghor International Airport) (به زبان بومی: Aéroport International Léopold Sédar Senghor) یک فرودگاه همگانی و نظامی مسافربری با کد یاتا DKR است که یک باند فرود آسفالت دارد و طول باند آن ۳۴۹۰ متر است. این فرودگاه در شهر داکار کشور سنگال قرار دارد و در ارتفاع ۲۶ متری از سطح دریا واقع شده است.